# Pteropus subniger

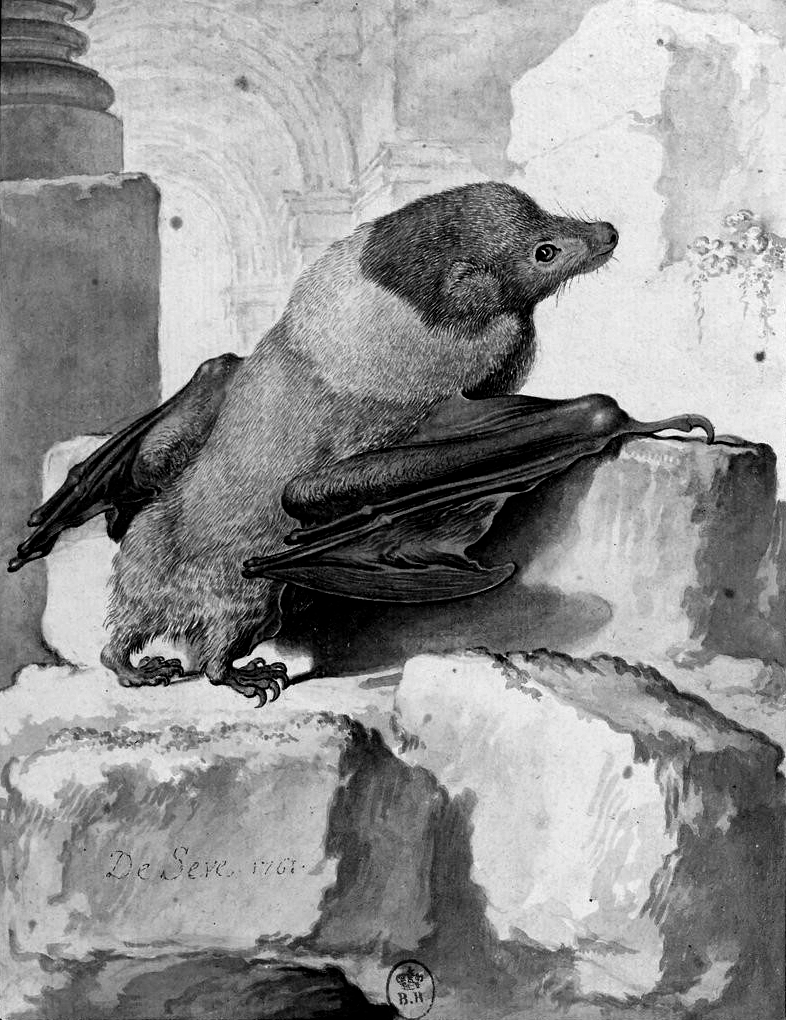
Grabado de un Pteropus subniger de 1763.

Pteropus subniger, también conocido como pequeño zorro volador de Mauricio o rougette, es una especie extinta de murciélago perteneciente a la familia Pteropodidae. Habitaba las islas Reunión y Mauricio, pertenecientes a las Islas Mascareñas en el Océano Índico. Tenía hábitos nocturnos y disponía de pequeños dientes, por lo que se cree que se alimentaba de fruta y néctar. Se extinguió de Mauricio entre 1864 y 1873, y de Reunión alrededor de 1860. En la actualidad únicamente se conservan algunos ejemplares disecados en los museos de París, Londres, Berlín y Sídney. 